# Pór Ernő (titkár)
Pór Ernő, olykor Poór, teljes nevén: Pór Károly Ernő (1905-ig Pollacsik) (Zólyom, 1895. június 23. – 1937 után) kereskedő, bankhivatalnok, a Vörös Őrség főparancsnokának titkára.

## Élete
Pollacsik Salamon és Zwillinger Ida fiaként született zsidó családban. A Magyarországi Tanácsköztársaság alatt a Vörös Őrség egyik egyik főparancsnokának Vajda Zoltánnak titkáraműködött. Ebben a tisztségben 1919. július 17-én Fery Oszkár csendőr altábornagyra és társaira beérkezett névtelen feljelentést és internálási javaslatot aktaszerűen elintézte úgy, hogy annak tartalmát a dokumentum hátlapjára írta, majd továbbküldte, azaz szabálytalanul adta ki, s így Feryéket törvényellenesen fogatták el. A kommün bukása után 1919 szeptemberében letartóztatták. "Cserny József és társai bűnügyében" vádlottként szerepelt 1919. július 17-i tette miatt. Védelmére azt hozta fel, hogy nem gondolt bele a következményekbe. Személyi szabadság megsértése vétségében bűnösnek találták, s egy 1919. december 12-én kelt ítélet alapján 3 év fegyházra és 3 év hivatalvesztésre ítélték. 1931. szeptember 26-án Budapesten, az Erzsébetvárosban házasságot kötött Kármán Gizella színésznővel, Klein Vilmos és Fleischner Józsa lányával, akitől 1937-ben elvált.